# Idiocera (Idiocera) magra
Idiocera (Idiocera) magra is een tweevleugelige uit de familie steltmuggen (Limoniidae). De soort komt voor in het Oriëntaals gebied.